# Unione Calcio Sampdoria 1979-1980
Questa voce raccoglie le informazioni riguardanti l'Unione Calcio Sampdoria nelle competizioni ufficiali della stagione 1979-1980.

## Stagione
In questa stagione 1979-1980 per la Sampdoria inizia una nuova era calcistica, quella legata alla famiglia Mantovani, che durerà un ventennio, foriera di tante soddisfazioni. Il 3 luglio 1979, il petroliere di origini romane Paolo Mantovani prende il timone della società. Dopo sette mesi, il 14 febbraio 1980 viene inaugurato a Bogliasco il centro sportivo blucerchiato, intitolato alla memoria del medico Gloriano Mugnaini, fondatore del tifo doriano organizzato.
La squadra resta affidata a Lamberto Giorgis, ma dopo una partenza stentata, ed il deludente (0-0) nel derby, viene chiamato Lauro Toneatto. Nel girone di ritorno la Sampdoria fa meglio di tutti, ma il pessimo girone di andata compromette le velleità iniziali. Con 41 punti i blucerchiati si piazzano alle spalle delle protagoniste del torneo cadetto. Miglior marcatore stagionale con 10 reti Giovanni Sartori delle quali 9 in campionato ed 1 in Coppa Italia. L'apporto di Alviero Chiorri è di 8 reti tutte nel girone di ritorno. Sono state promosse in Serie A il Como, la Pistoiese ed il Brescia, scendono in Serie C1 la Sambenedettese, la Ternana, il Parma ed il Matera.
Nella Coppa Italia la Sampdoria disputa, prima del campionato, il primo girone di qualificazione, che promuove la Roma ai Quarti di finale della manifestazione.

## Rosa
| N. |                   | Ruolo | Calciatore        |
| -- | ----------------- | ----- | ----------------- |
|    | Italia (bandiera) | D     | Domenico Arnuzzo  |
|    | Italia (bandiera) | D     | Ciro Pezzella     |
|    | Italia (bandiera) | C     | Franco Caccia     |
|    | Italia (bandiera) | C     | Gesualdo Piacenti |
|    | Italia (bandiera) | A     | Alviero Chiorri   |
|    | Italia (bandiera) | D     | Mauro Ferroni     |
|    | Italia (bandiera) | P     | Claudio Garella   |
|    | Italia (bandiera) | C     | Renzo Redomi      |
|    | Italia (bandiera) | C     | Maurizio Orlandi  |
|    | Italia (bandiera) | D     | Antonio Logozzo   |

| N. |                   | Ruolo | Calciatore         |
| -- | ----------------- | ----- | ------------------ |
|    | Italia (bandiera) | C     | Francesco Monaco   |
|    | Italia (bandiera) | A     | Giorgio De Giorgis |
|    | Italia (bandiera) | D     | Massimo Venturini  |
|    | Italia (bandiera) | C     | Antonio Genzano    |
|    | Italia (bandiera) | D     | Stefano Poggi      |
|    | Italia (bandiera) | D     | Federico Rossi     |
|    | Italia (bandiera) | A     | Giovanni Sartori   |
|    | Italia (bandiera) | C     | Giorgio Roselli    |
|    | Italia (bandiera) | D     | Roberto Romei      |
|    | Italia (bandiera) | D     | Giovanni Talami    |

## Calciomercato
| Arrivi | Arrivi            | Arrivi    | Arrivi       |
| R.     | Nome              | da        | Modalità     |
| ------ | ----------------- | --------- | ------------ |
| D      | Ciro Pezzella     | Lecce     | definitivo   |
| C      | Renzo Redomi      | Perugia   | prestito     |
| A      | Franco Caccia     | Ternana   | prestito     |
| D      | Giovanni Talami   | Cremonese | comproprietà |
| A      | Giovanni Sartori  | Milan     | prestito     |
| C      | Gesualdo Piacenti | Roma      | prestito     |
| C      | Antonio Genzano   | Novara    | definitivo   |
| D      | Massimo Venturini | Pistoiese | definitivo   |

| Partenze | Partenze          | Partenze          | Partenze   |
| R.       | Nome              | da                | Modalità   |
| -------- | ----------------- | ----------------- | ---------- |
| A        | Carlo Bresciani   | Catanzaro         | prestito   |
| P        | Luciano Chiarugi  | Bologna           | definitivo |
| A        | Giovanni Re       | Lecce             | definitivo |
| C        | Paolo Tuttino     | Avellino          | definitivo |
| D        | Marcello Lippi    | Pistoiese         | definitivo |
| D        | Federico Rossi    | Pisa              | definitivo |
| C        | Gianluigi Savoldi | Giulianova        | definitivo |
| D        | Roberto Bombardi  | Lanerossi Vicenza | definitivo |

## Risultati

### Serie B

#### Girone di andata
| Arbitro: | Redini (Pisa) |

|            |           |             |
| Zanone 11’ | Marcatori | 62’ Orlandi |

| Arbitro: | Panzino (Catanzaro) |

|            |           |                 |
| Sartori 8’ | Marcatori | 87’ Pallavicini |

| Arbitro: | Lanese (Messina) |

|  |           |             |
|  | Marcatori | 89’ Sartori |

| Genova 7 ottobre 1979 4ª giornata | Sampdoria         | 0 – 0 | Pisa | Stadio Luigi Ferraris (16024 spett.)\| Arbitro: \| Savalli (Trapani) \| |
| Arbitro:                          | Savalli (Trapani) |       |      |                                                                         |

| Arbitro: | Michelotti (Parma) |

|                                 |           |  |
| Cavagnetto 10’, 64’ Pozzato 53’ | Marcatori |  |

| Arbitro: | Mascia (Milano) |

|            |           |                            |
| Caccia 59’ | Marcatori | 41’ Bergossi 58’ Magherini |

| Genova 28 ottobre 1979 7ª giornata | Genoa         | 0 – 0 | Sampdoria | Stadio Luigi Ferraris\| Arbitro: \| Ciulli (Roma) \| |
| Arbitro:                           | Ciulli (Roma) |       |           |                                                      |

| Genova 4 novembre 1979 8ª giornata | Sampdoria        | 0 – 0 | Cesena | Stadio Luigi Ferraris (11927 spett.)\| Arbitro: \| Facchini (Udine) \| |
| Arbitro:                           | Facchini (Udine) |       |        |                                                                        |

| Taranto 11 novembre 1979 9ª giornata | Taranto          | 0 – 0 | Sampdoria | Iacovone\| Arbitro: \| D'Elia (Salerno) \| |
| Arbitro:                             | D'Elia (Salerno) |       |           |                                            |

| Arbitro: | Mattei (Macerata) |

|  |           |                     |
|  | Marcatori | 66’ (rig.) Raffaele |

| Arbitro: | Redini (Pisa) |

|                 |           |  |
| Piangerelli 73’ | Marcatori |  |

| Arbitro: | Paparesta (Bari) |

|               |           |           |
| De Giorgis 3’ | Marcatori | 15’ Giani |

| Genova 9 dicembre 1979 13ª giornata | Sampdoria            | 0 – 0 | Pistoiese | Stadio Luigi Ferraris (9125 spett.)\| Arbitro: \| Barbaresco (Cormons) \| |
| Arbitro:                            | Barbaresco (Cormons) |       |           |                                                                           |

| Arbitro: | Lanese (Messina) |

|              |           |  |
| Salvioni 85’ | Marcatori |  |

| Arbitro: | Menegali (Roma) |

|  |           |            |
|  | Marcatori | 21’ Redomi |

| Arbitro: | Facchin (Udine) |

|           |           |          |
| Romei 56’ | Marcatori | 52’ Ripa |

| Terni 13 gennaio 1980 17ª giornata | Ternana       | 0 – 0 | Sampdoria | Stadio Libero Liberati\| Arbitro: \| Longhi (Roma) \| |
| Arbitro:                           | Longhi (Roma) |       |           |                                                       |

| Arbitro: | Lops (Torino) |

|             |           |               |
| Roselli 80’ | Marcatori | 63’ Garritano |

| Bari 27 gennaio 1980 19ª giornata | Bari              | 0 – 0 | Sampdoria | Stadio della Vittoria\| Arbitro: \| Bergamo (Livorno) \| |
| Arbitro:                          | Bergamo (Livorno) |       |           |                                                          |

#### Girone di ritorno
| Genova 3 febbraio 1980 20ª giornata | Sampdoria        | 0 – 0 | Lanerossi Vicenza | Stadio Luigi Ferraris (17617 spett.)\| Arbitro: \| Paparesta (Bari) \| |
| Arbitro:                            | Paparesta (Bari) |       |                   |                                                                        |

| Arbitro: | Patrussi (Arezzo) |

|             |           |           |
| Pallavicini | Marcatori | 32’ Romei |

| Arbitro: | Menicucci (Firenze) |

|                                                      |           |  |
| Genzano 49’ Orlandi 56’, 79’ Chiorri 64’ Sartori 77’ | Marcatori |  |

| Arbitro: | Menegali (Roma) |

|  |           |                    |
|  | Marcatori | 82’ (rig.) Chiorri |

| Arbitro: | Benedetti (Roma) |

|             |           |  |
| Chiorri 55’ | Marcatori |  |

| Arbitro: | Lattanzi (Roma) |

|            |           |  |
| Larini 62’ | Marcatori |  |

| Arbitro: | Michelotti (Parma) |

|                                     |           |                              |
| Sartori 30’ Genzano 59’ Roselli 65’ | Marcatori | 21’ F. Gorin 51’ Giovannelli |

| Arbitro: | Paparesta (Bari) |

|                               |           |             |
| De Bernardi 69’, 74’ Riva 90’ | Marcatori | 10’ Sartori |

| Arbitro: | Patrussi (Arezzo) |

|             |           |  |
| Sartori 28’ | Marcatori |  |

| Arbitro: | Longhi (Roma) |

|            |           |             |
| Florio 48’ | Marcatori | 34’ Sartori |

| Arbitro: | Materassi (Firenze) |

|                         |           |  |
| Chiorri 45’ Roselli 67’ | Marcatori |  |

| Arbitro: | Bergamo (Livorno) |

|          |           |           |
| Grop 62’ | Marcatori | 61’ Romei |

| Arbitro: | Reggiani (Bologna) |

|                    |           |             |
| Rognoni 80’ (rig.) | Marcatori | 68’ Orlandi |

| Arbitro: | Michelotti (Parma) |

|                 |           |                           |
| Chiorri 9’, 56’ | Marcatori | 47’ B. Mutti 63’ De Biasi |

| Arbitro: | Lanese (Messina) |

|             |           |             |
| Chiorri 58’ | Marcatori | 53’ Gaiardi |

| San Benedetto del Tronto 18 maggio 1980 35ª giornata | Sambenedettese  | 0 – 0 | Sampdoria | Stadio Fratelli Ballarin\| Arbitro: \| Menegali (Roma) \| |
| Arbitro:                                             | Menegali (Roma) |       |           |                                                           |

| Arbitro: | Milan (Treviso) |

|             |           |  |
| Sartori 57’ | Marcatori |  |

| Arbitro: | Benedetti (Roma) |

|              |           |             |
| Bertuzzo 27’ | Marcatori | 90’ Sartori |

| Arbitro: | Baldi (Roma) |

|                            |           |  |
| De Giorgis 54’ Chiorri 55’ | Marcatori |  |

### Coppa Italia

#### Primo Girone
| Arbitro: | Terpin (Trieste) |

|  |           |           |
|  | Marcatori | 65’ Iorio |

| 26 agosto 1979 2ª giornata |  | – Turno riposo Sampdoria |  |  |

| Arbitro: | Altobelli (Roma) |

|                                        |           |              |
| Sartori 14’ De Giorgis 38’ Roselli 56’ | Marcatori | 62’ Belluzzi |

| Arbitro: | Panzino (Catanzaro) |

|                              |           |             |
| Pruzzo 43’ Di Bartolomei 47’ | Marcatori | 65’ Roselli |

| Arbitro: | Casarin (Milano) |

|             |           |  |
| Goretti 24’ | Marcatori |  |

## Statistiche

### Statistiche di squadra
| Competizione | Punti | In casa | In casa | In casa | In casa | In casa | In casa | In trasferta | In trasferta | In trasferta | In trasferta | In trasferta | In trasferta | Totale | Totale | Totale | Totale | Totale | Totale | DR |
| Competizione | Punti | G       | V       | N       | P       | Gf      | Gs      | G            | V            | N            | P            | Gf           | Gs           | G      | V      | N      | P      | Gf     | Gs     | DR |
| ------------ | ----- | ------- | ------- | ------- | ------- | ------- | ------- | ------------ | ------------ | ------------ | ------------ | ------------ | ------------ | ------ | ------ | ------ | ------ | ------ | ------ | -- |
| Serie B      | 41    | 19      | 7       | 10      | 2       | 23      | 12      | 19           | 3            | 11           | 5            | 10           | 15           | 38     | 10     | 21     | 7      | 33     | 27     | +6 |
| Coppa Italia | 2     | 2       | 1       | 0       | 1       | 3       | 2       | 2            | 0            | 0            | 2            | 1            | 3            | 4      | 1      | 0      | 3      | 4      | 5      | -1 |
| Totale       |       | 21      | 8       | 10      | 3       | 26      | 14      | 21           | 3            | 11           | 7            | 11           | 18           | 42     | 11     | 21     | 10     | 37     | 32     | +5 |

### Statistiche dei giocatori
| Giocatore     | Serie B  | Serie B | Serie B     | Serie B    | Coppa Italia | Coppa Italia | Coppa Italia | Coppa Italia | Totale   | Totale | Totale      | Totale     |
| Giocatore     | Presenze | Reti    | Ammonizioni | Espulsioni | Presenze     | Reti         | Ammonizioni  | Espulsioni   | Presenze | Reti   | Ammonizioni | Espulsioni |
| ------------- | -------- | ------- | ----------- | ---------- | ------------ | ------------ | ------------ | ------------ | -------- | ------ | ----------- | ---------- |
| D. Arnuzzo    | 27       | 0       | ?           | ?          | ?            | ?            | ?            | ?            | 27+      | 0+     | ?           | ?          |
| F. Caccia     | 21       | 1       | ?           | ?          | ?            | ?            | ?            | ?            | 21+      | 1+     | ?           | ?          |
| A. Chiorri    | 26       | 8       | ?           | ?          | ?            | ?            | ?            | ?            | 26+      | 8+     | ?           | ?          |
| G. De Giorgis | 25       | 2       | ?           | ?          | ?            | ?            | ?            | ?            | 25+      | 2+     | ?           | ?          |
| M. Ferroni    | 37       | 0       | ?           | ?          | ?            | ?            | ?            | ?            | 37+      | 0+     | ?           | ?          |
| C. Garella    | 38       | -27     | ?           | ?          | ?            | ?            | ?            | ?            | 38+      | -27+   | ?           | ?          |
| A. Genzano    | 31       | 2       | ?           | ?          | ?            | ?            | ?            | ?            | 31+      | 2+     | ?           | ?          |
| A. Logozzo    | 36       | 0       | ?           | ?          | ?            | ?            | ?            | ?            | 36+      | 0+     | ?           | ?          |
| F. Monaco     | 4        | 0       | ?           | ?          | ?            | ?            | ?            | ?            | 4+       | 0+     | ?           | ?          |
| M. Orlandi    | 38       | 4       | ?           | ?          | ?            | ?            | ?            | ?            | 38+      | 4+     | ?           | ?          |
| C. Pezzella   | 34       | 0       | ?           | ?          | ?            | ?            | ?            | ?            | 34+      | 0+     | ?           | ?          |
| G. Piacenti   | 10       | 0       | ?           | ?          | ?            | ?            | ?            | ?            | 10+      | 0+     | ?           | ?          |
| R. Redomi     | 18       | 1       | ?           | ?          | ?            | ?            | ?            | ?            | 18+      | 1+     | ?           | ?          |
| R. Romei      | 23       | 3       | ?           | ?          | ?            | ?            | ?            | ?            | 23+      | 3+     | ?           | ?          |
| G. Roselli    | 31       | 3       | ?           | ?          | ?            | ?            | ?            | ?            | 31+      | 3+     | ?           | ?          |
| G. Sartori    | 27       | 9       | ?           | ?          | ?            | ?            | ?            | ?            | 27+      | 9+     | ?           | ?          |
| G. Talami     | 18       | 0       | ?           | ?          | ?            | ?            | ?            | ?            | 18+      | 0+     | ?           | ?          |
| M. Venturini  | 7        | 0       | ?           | ?          | ?            | ?            | ?            | ?            | 7+       | 0+     | ?           | ?          |